# High Energy (album The Supremes)
High Energy è un album del gruppo musicale statunitense The Supremes pubblicato dalla Motown Records nel 1976.

## Tracce

### Lato A
1. High Energy - 5:25
2. I'm Gonna Let My Heart Do the Walking - 3:33
3. Only You (Can Love Me Like You Love Me) - 3:04
4. You Keep Me Moving On - 3:35

### Lato B
1. Don't Let My Teardrops Bother You - 4:59
2. Till the Boat Sails Away/I Don't Want to Lose You - 8:03
3. You're What's Missing in My Life 3:56

## Singoli
- I'm Gonna Let My Heart Do the Walking/Early Morning Love (Motown 1407, 16 marzo 1976)

## Classifiche
| Classifica (1975)               | Posizione più alta |
| ------------------------------- | ------------------ |
| U.S. Billboard 200              | 42                 |
| U.S. Billboard R&B Albums Chart | 24                 |